# Словинки
Словинки (слч. Slovinky) насељено је мјесто са административним статусом сеоске општине (слч. obec) у округу Спишка Нова Вес, у Кошичком крају, Словачка Република.

## Становништво
| Година:    | 1994. | 2004.   | 2014.   | 2024.   |
| ---------- | ----- | ------- | ------- | ------- |
| Број људи: | 1778  | 1873    | 1893    | 1800    |
| Разлика:   |       | +5,34 % | +1,06 % | -4,91 % |

| Година:    | 2023. | 2024.   |
| ---------- | ----- | ------- |
| Број људи: | 1808  | 1800    |
| Разлика:   |       | -0,44 % |

Према подацима о броју становника из 2011. године насеље је имало 1.902 становника.